# 아랍 이슬람 공화국
아랍 이슬람 공화국(아랍어: الدول العربية المتحدة)은 1974년에 제안된 리비아와 튀니지 간의 범아랍주의 국가 연합이다.
1974년 1월 11일 튀니지의 하비브 부르기바 대통령과 리비아의 무아마르 카다피 국가원수가 튀니지 제르바 섬에서 열린 정상회담에서 튀니지, 리비아 양국이 아랍 이슬람 공화국이라는 단일 국가를 수립한다는 내용을 담은 제르바 선언을 발표했다.
튀니지, 리비아는 모로코, 알제리도 아랍 이슬람 공화국에 합류하기를 원했다. 그렇지만 튀니지와 리비아를 단일 국가로 만드는 과정은 쉽지 않았고 아랍 이슬람 공화국은 실패로 끝나고 만다.

## 같이 보기
- 아랍 연합 공화국
- 아랍 연방
- 아랍 공화국 연방
- 아랍 합중국